# تشخیص (فیلم ۱۹۹۳)
تشخیص (به هندی: Pehchaan) فیلمی محصول سال ۱۹۹۳ و به کارگردانی دیپاک شیوداسانی است. در این فیلم بازیگرانی همچون سونیل شتی، سیف علی خان، شلیپا شیرودکار، مادهو، کیران کومار، رضا مراد، بینا بانرجی ایفای نقش کرده‌اند.